# Právo, ekonomika, management
Právo, ekonomika, management byl odborný právnický a ekonomický čtvrtletník věnovaný otázkám práva a ekonomie. Vycházel v letech 2010 až 2016. Časopis vydávalo nakladatelství KEY Publishing s.r.o. Ostrava. Vydávání časopisu řídila redakční rada, ISSN 1804-3550.

## Členové redakční rady
- Mgr. Petra Havlíčková: od 2010
- JUDr. Jan Hejda, Ph.D.: od 2010
- doc. JUDr. Zdeněk Koudelka, Ph.D.: od 2010
- Jiří Myšík, MBA, MSc. od 2010
- Ing. Zdeněk Novotný, CSc.: od 2010
- doc. JUDr. Karel Schelle, CSc.: od 2010
- JUDr. Jaromír Tauchen, Ph.D.: od 2011
- JUDr. Radka MacGregor Pelikánová, Ph.D., LL.M., MBA: od 2012